# Rosenhorn
Le Rosenhorn (littéralement corne des Roses en allemand) est un sommet des Alpes bernoises, en Suisse, situé dans le canton de Berne, qui culmine à 3 689 m d'altitude.
Avec le Mittelhorn (3 702 m), le Wetterhorn (3 690 m) et, accessoirement, le Scheideggwetterhorn (3 360 m) au nord-ouest, il forme le petit massif des Wetterhörner qui domine le village de Grindelwald à l'ouest.
Le Rosenhorn fut gravi pour la première fois le 28 août 1844 par Édouard Desor, Daniel Dolphus-Ausset, MM. Duspasquier et Stengel avec les guides Hans Wahren, Hans Jaun, Gaspard Nägeli, Heinrich Bossli, Melchior Bannholzer et Daniel Brigger.